# خوسيه أنطونيو مونيوث
خوسيه أنطونيو مونيوث (بالإسبانية: José Muñoz)‏ هو فنان قصص مصورة أرجنتيني، ولد في 10 يوليو 1942 في بوينس آيرس في الأرجنتين.